# Nymphomyiidae
Nymphomyiidae là một họ Diptera. Ấu trùng của nó được tìm thấy trong các đám rêu nước trong các suối nhỏ, chảy nhanh ở vùng phía bắc bán cầu. Một số loài hóa thạch và một vài loài còn sống đã được miêu tả.